# Джузеппе Ольмо
Джузеппе Ольмо (італ. Giuseppe Olmo, 22 листопада 1911 — 5 березня 1992) — італійський велогонщик.
Олімпійський чемпіон 1932 року в командній шосейній гонці.
Срібний призер Чемпіонату світу з велоперегонів на шосе 1931 року в аматорській груповій шосейній гонці.